# Annabelle Serpentine Dance
Annabelle Serpentine Dance è un cortometraggio muto del 1895 diretto da William K.L. Dickson e William Heise.
Nel 2024 è stato selezionato per la conservazione nel National Film Registry degli Stati Uniti dalla Biblioteca del Congresso come "culturalmente, storicamente o esteticamente significativo".

## Produzione e distribuzione
Venne prodotto e distribuito nel 1895 da Edison Manufacturing Company per essere visto con il kinetoscopio di Thomas Edison; si tratta di uno dei tanti cortometraggi pubblicati dallo studio alla fine del diciannovesimo secolo. Raffigura la famosa danza Serpentine eseguita da Annabelle Whitford Moore. All'epoca ne furono distribuite molte copie e alcune di esse vennero colorate a mano.
Diverse versioni del film vennero distribuite in date diverse: 10 agosto, 1894; febbraio 1895; aprile-agosto 1895; e 8 maggio 1897.
Heise è stato anche produttore e operatore macchina da presa.

## Trama
Si succedono le esibizioni di due ballerine.
La prima ballerina tiene i lembi della gonna con le braccia tese, descrivendo ampie volute simili a petali fluttuanti. Sorride, porta ali di farfalla sulla schiena e ali di Mercurio nei capelli. La sua danza sottolinea il movimento delle visibili gambe nude (vedi il precedente Annabelle Butterfly Dance del 1894).
La seconda ballerina indossa una voluminosa gonna lunga, e tiene in ogni mano un bastone attaccato ai bordi esterni dei pannelli della gonna. I movimenti fluidi della stoffa prodotti dai movimenti del braccio ottengono l'effetto di una corolla turbinante che avvolge il corpo della ballerina e la trasforma in un fiore che sboccia.